# Andy Greene
Andrew „Andy“ Greene (* 30. Oktober 1982 in Trenton, Michigan) ist ein ehemaliger US-amerikanischer Eishockeyspieler, der im Verlauf seiner aktiven Karriere zwischen 2002 und 2022 unter anderem 1.147 Spiele für die New Jersey Devils und New York Islanders in der National Hockey League (NHL) auf der Position des Verteidigers bestritten hat. Während seiner knapp 14 Spielzeiten in der Organisation der New Jersey Devils führte er das Team fünf Jahre lang als Mannschaftskapitän an.

## Karriere

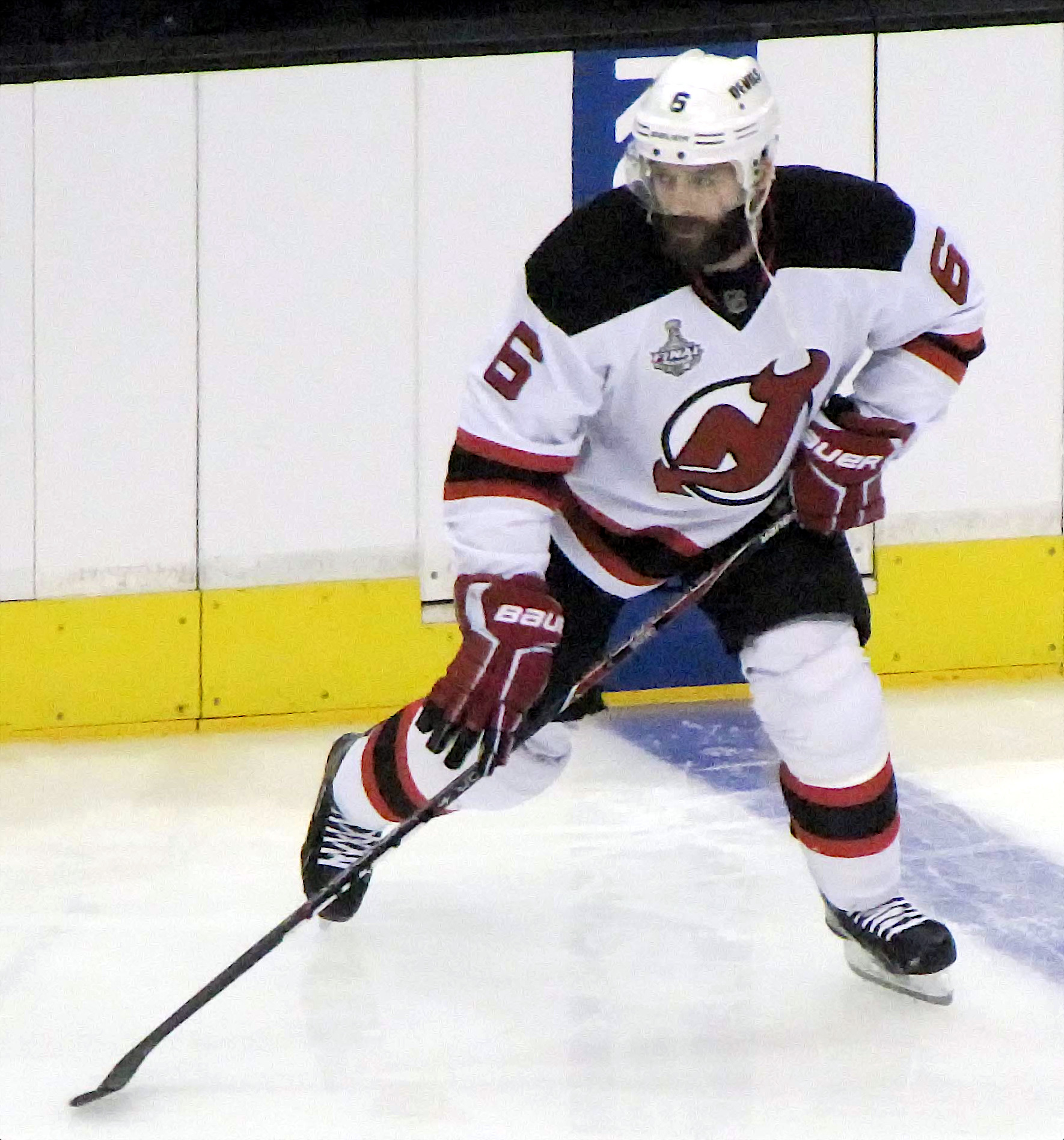
Greene im Trikot der New Jersey Devils

Greene begann seine Karriere im Jahr 2002 an der Miami University, wo er für das Eishockeyteam RedHawks in der US-amerikanischen Collegeliga Central Collegiate Hockey Association (CCHA) aktiv war. Nachdem er im Sommer 2006 sein Studium beendet hatte, erhielt er einen Vertrag von den Lowell Devils, einer Mannschaft der American Hockey League (AHL), die als Farmteam der New Jersey Devils aus der National Hockey League (NHL) fungierten.
Bereits in seinem ersten Jahr bei den Lowell Devils hatte er die Möglichkeit als Vertretung für Johnny Oduya und später Colin White bei den New Jersey Devils zu spielen. Im Jahr 2007 wurde er von den New Jersey Devils einen permanenten Platz angeboten. Seine persönlich erfolgreichste Spielzeit bei den Devils war die Saison 2009/10, als der Defensivspieler in 83 absolvierten Ligapartien 39 Scorerpunkte erzielte.
Vor dem Beginn der Saison 2015/16 – seiner zehnten im Trikot der Devils – wurde Greene zum elften Mannschaftskapitän der Franchise-Geschichte ernannt. Dieses Amt hatte er bis Februar 2020 inne, als er im Tausch für David Quenneville sowie ein Zweitrunden-Wahlrecht im NHL Entry Draft 2021 an die New York Islanders abgegeben wurde. Somit verließ Greene New Jersey nach knapp 14 Jahren und fast 1000 bestrittenen Partien. Diesen Meilenstein erreichte er dann im Trikot der Islanders im November 2021. Nach der Saison 2021/22 wurde sein auslaufender Vertrag in New York nicht verlängert und der Abwehrspieler beendete im Oktober 2022 schließlich seine aktive Karriere.

### International
Auf internationalem Niveau debütierte Greene bei der Weltmeisterschaft 2010 in Deutschland, wobei dies seine einzigen Einsätze für die Nationalmannschaft der Vereinigten Staaten blieben. Im Turnierverlauf steuerte der Verteidiger in sechs Spielen zwei Torvorlagen bei und belegte mit dem Team im Endklassement den 13. Platz.

## Erfolge und Auszeichnungen
| - 2003 CCHA All-Rookie Team - 2004 CCHA First All-Star Team - 2005 CCHA First All-Star Team | - 2006 CCHA First All-Star Team - 2006 NCAA West First All-American Team - 2007 Teilnahme am AHL All-Star Classic |

## Karrierestatistik

### International
Vertrat die USA bei:
- Weltmeisterschaft 2010

(Legende zur Spielerstatistik: Sp oder GP = absolvierte Spiele; T oder G = erzielte Tore; V oder A = erzielte Assists; Pkt oder Pts = erzielte Scorerpunkte; SM oder PIM = erhaltene Strafminuten; +/− = Plus/Minus-Bilanz; PP = erzielte Überzahltore; SH = erzielte Unterzahltore; GW = erzielte Siegtore; 1 Play-downs/Relegation; Kursiv: Statistik nicht vollständig)